# Estes Industries
Estes Industries (prima Estes-Cox Corporation) è un'azienda statunitense di Penrose (Colorado), specializzata nel razzimodellismo.
I competitori furono la Centuri Engineering, la Canaroc e la Flight Systems.

## Storia
Venne fondata da Vernon Estes nel 1958, dopo aver creato la Mabel. La Mabel fu una macchina atta a produrre motori per razzo della Model Missiles Incorporated. Anni dopo Vernon Estes vende la Estes Industries.
Negli anni novanta Estes acquista la Centuri, poi la North Coast Rocketry (NCR).
Il 30 agosto 2002, Barry Tunick, CEO dal 1991, acquista la Estes-Cox Corporation dal private equity fund TCW Capital, per 15 milioni di $. Nel gennaio 2010, Estes-Cox viene acquisita dalla Hobbico.

## Razzi Estes

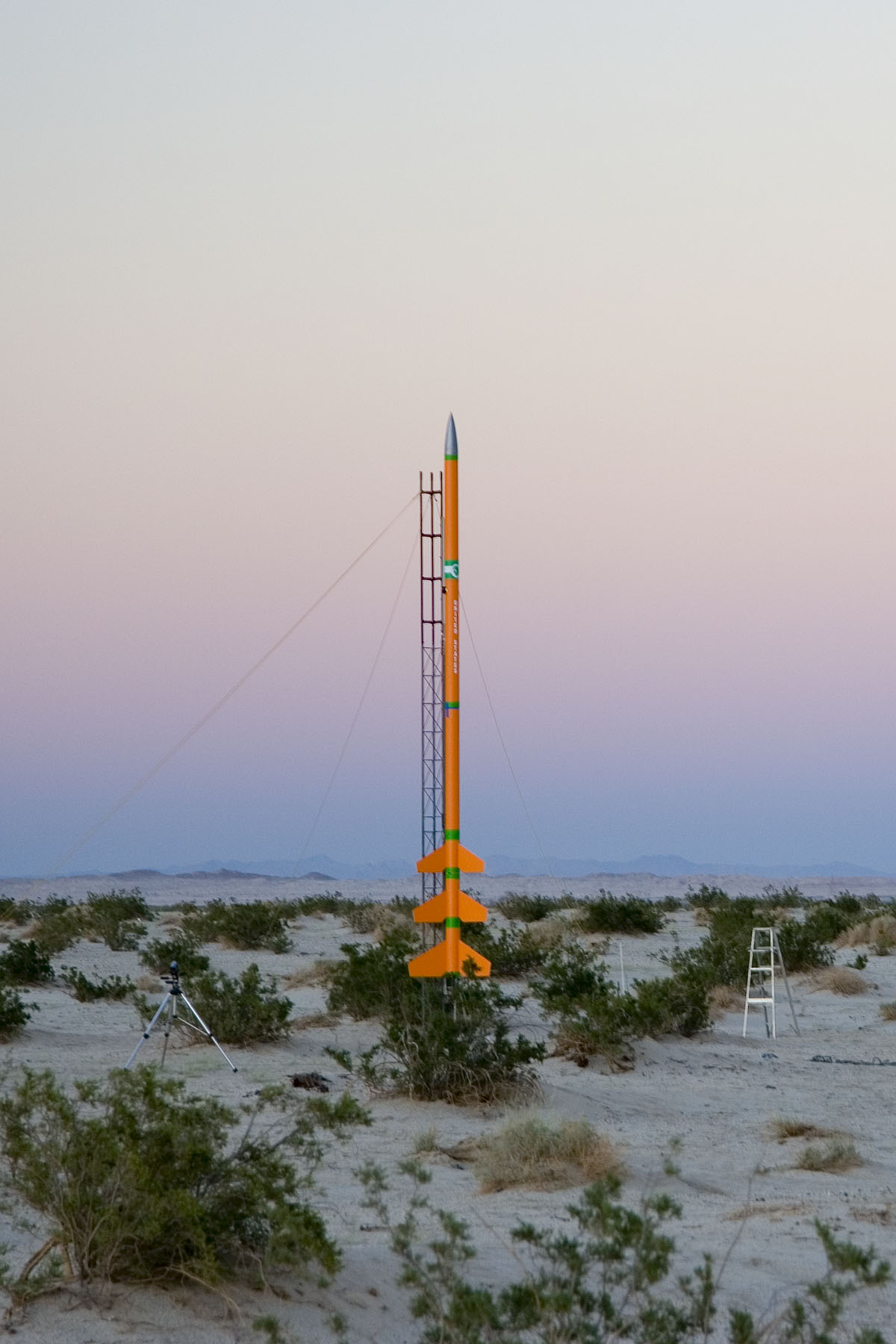
Comanche 3 sulla rampa di lancio. L'originale Estes kit, alto 1,2m può raggiungere gli 800m di quota con i suoi tre stadi

Estes produce una varietà di razzi in kit, generalmente con struttura in cartone e balsa per ali e ogiva. Un tipo di razzo, il Camroc, aveva una piccola camera fotografica nell'ogiva, in grado di effettuare riprese quando il razzo era in fase di discesa.

### Motori Estes
I motori sono costituiti di un cilindro di cartone. L'ugello è in materiale ceramico, il propellente è solido, carica di ritardo, carica di eiezione e tappo di chiusura. Il propellente solido è acceso da un sistema elettrico inserito tra l'ugello e il propellente solido; la corrente elettrica scalda un filo, facendo innescare il propellente.

### Codice a colori dei motori Estes

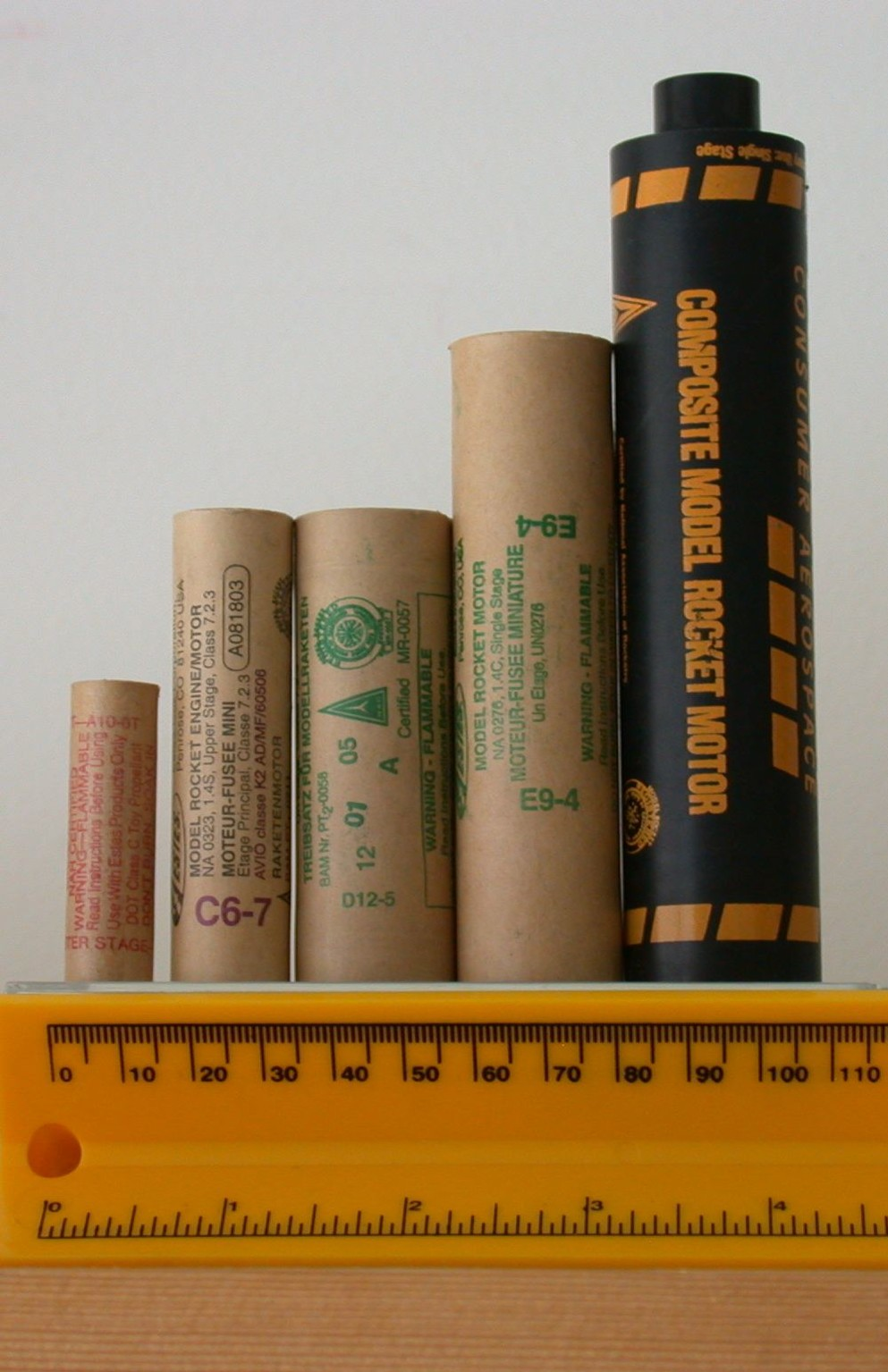
Motori, da sinistra: 13mm A10-0T, 18mm C6-7, 24mm D12-5, 24mm E9-4, 29mm G40-10

Schema di un motore. Tipica lunghezza 7cm, 1. Ugello; 2. Corpo; 3. Propellente solido; 4. Carica ritardata; 5. Carica di eiezione; 6. Tappo

I motori Estes sono codificati con colori.
- Verde: motore a singolo stadio;
- Viola: motore per multistadio e singolo stadio leggeri;
- Rosso: motore per tutti i booster e stadi intermedi dei multistadio.
- Blu: uso ausiliario per modellismo, freni e modelli di alianti; non contengono ritardi e cariche di eiezione.
- Nero: motori test statici.

### Codifica numerica Estes
| Tipo | Impulsi totali (Ns) |
| ---- | ------------------- |
| ¼A   | 0.31-0.62           |
| ½A   | 0.63-1.25           |
| A    | 1.26-2.50           |
| B    | 2.51-5.00           |
| C    | 5.01-10.00          |
| D    | 10.01-20.00         |
| E    | 20.01-40.00         |
| F    | 40.01-80.00         |

Ogni motore per razzo ha un codice stampigliato sull'involucro. Questo codice è definito dalla National Association of Rocketry (NAR). Un esempio è il codice A8-3.
La lettera maiuscola (e.g., A) indica gli impulsi totali del motore. Ogni lettera successiva rappresenta un intervallo di potenza con un totale massimo doppio degli impulsi della lettera precedente (Esempio: A singola C: può produrre da 5.01 a 10 Newton-secondo per impulso, una G da 80.1 a 160 Newton-secondo) Qualunque valore oltre la G è considerato un modello high powered rocket.
Il primo numero (e.g., 8) specifica la forza del motore in Newton o il valore medio. Un B6-0 e un C6-0 produrranno la stessa potenza media di 6 N, ma il C6-0, avrà il doppio degli impulsi totali, durerà il doppio. Il motore del razzo produce forza massima in breve tempo dopo l'accensione e declina rapidamente nel giro di 2,5 secondi prima dell'esaurimento.
Il numero finale (e.g., 3) indica il ritardo tra la spinta e la carica di eiezione, in secondi. Motori con ritardo zero sono usati per booster in razzi multistadio e non c'è carica di eiezione. In questo caso, il propellente brucia rompendo la parte alta e le parti incendiate di propellente entrano nell'ugello dello stadio più alto del razzo, accendendo il motore e forzando via il booster, facendolo cadere a terra.